# Anna Sueangam-iam
Anna Sueangam-iam (em tailandês:  แอนนา เสืองามเอี่ยม) (Banguecoque, 10 de novembro de 1998) é uma modelo e rainha da beleza tailandesa, vencedora do Miss Universo Tailândia 2022. Ela representará a Tailândia no concurso Miss Universo 2022.

## Biografia
Sueangam-iam nasceu e cresceu em Banguecoque e é filha de um coletor de lixo. Apesar das dificuldades que enfrentou enquanto crescia, ela continuou sua educação e se formou na Universidade de Kasetsart com um diploma de bacharel em hotelaria e gestão de turismo.

## Concurso de beleza
Sueangam-iam começou sua carreira em concursos de beleza em 2018, ela ganhou como Miss Mobile Tailândia 2018. Ela ficou entre as 16 melhores no Miss Thinn Thai Ngarm 2020.

### Miss Tailândia 2020
Em 13 de dezembro de 2020, Sueangam-iam competiu no Miss Tailândia 2020 no Centro Internacional de Exposições e Convenções de Chiang Mai, em Chiang Mai, onde terminou no Top 16.

### Miss Universo Tailândia 2022
Em 30 de julho de 2022, Sueangam-iam competiu contra 29 finalistas no Miss Universo Tailândia 2022 no True Icon Hall em Banguecoque. Na competição, Sueangam-iam avançou no top 15, depois no top 11, depois também no top 5 e finalmente no top 3, antes de ser anunciado como o vencedora da competição e sucedido por Anchilee Scott-Kemmis, derrotando o 1º vice-campeão. Nicolene Limsnukan e 2º vice-campeão Kanyalak Nookaew.

### Miss Universe 2022
Sueangam-iam representará a Tailândia no Miss Universo 2022.